# Пік Радянських Офіцерів
Пік Радянських Офіцерів — гора в Таджикистані. Розташований у Горно-Бадахшанській автономній області, у східній частині країни, 400 км на схід від Душанбе, столиці країни. Висота Піку Радянських Офіцерів становить 5,676 метра над рівнем моря.
Рельєф навколо Піку Радянських Офіцерів здебільшого гориста, але безпосередні околиці горбисті. Найвища точка в цьому районі становить 6,220 метрів над рівнем моря і 4.0 км на захід від Піку Радянських Офіцерів. Мешкає менше 2 людей на км2. Територія навколо Піку Радянських Офіцерів майже повністю вкрита пустелею та дикою природою. Навколо Піку Радянських Офіцерів немає міст.
Клімат холодний і сухий. Середня температура становить −5 °C. Найспекотніший місяць серпень о 10 °C, а найхолодніший січень, −22 °C. Середня кількість опадів 325 міліметрів на рік. Найвологіший місяць — листопад, випадає 122 міліметри опадів, а найсухіший — липень — 6 міліметрів.
| Кліматограма Qullai Ofitseroni Sobetí                                                 | Кліматограма Qullai Ofitseroni Sobetí | Кліматограма Qullai Ofitseroni Sobetí | Кліматограма Qullai Ofitseroni Sobetí | Кліматограма Qullai Ofitseroni Sobetí | Кліматограма Qullai Ofitseroni Sobetí | Кліматограма Qullai Ofitseroni Sobetí | Кліматограма Qullai Ofitseroni Sobetí | Кліматограма Qullai Ofitseroni Sobetí | Кліматограма Qullai Ofitseroni Sobetí | Кліматограма Qullai Ofitseroni Sobetí | Кліматограма Qullai Ofitseroni Sobetí |
| ------------------------------------------------------------------------------------- | ------------------------------------- | ------------------------------------- | ------------------------------------- | ------------------------------------- | ------------------------------------- | ------------------------------------- | ------------------------------------- | ------------------------------------- | ------------------------------------- | ------------------------------------- | ------------------------------------- |
| С                                                                                     | Л                                     | Б                                     | К                                     | Т                                     | Ч                                     | Л                                     | С                                     | В                                     | Ж                                     | Л                                     | Г                                     |
| 10 −17 −26                                                                            | 41 −13 −24                            | 15 −4 −19                             | 43 3 −14                              | 29 11 −10                             | 15 13 −4                              | 6 20 −1                               | 13 20 1                               | 13 15 −4                              | 11 5 −13                              | 122 −4 −17                            | 7 −14 −22                             |
| Середня макс. і мін. температури повітря (°C) Атмосферні опади (мм), за рік : 325 мм. |                                       |                                       |                                       |                                       |                                       |                                       |                                       |                                       |                                       |                                       |                                       |

## Нотатки
1. ↑  Kalkulado gikan sa pakigbingkil sa tanan nga gitas-on data (DEM 3") gikan sa Viewfinder Panoramas, sa sulod sa 10 ka kilometro radius.[3] Ang bug-os nga algoritmo anaa dinhi.
2. ↑  Kalkulado gikan sa gitas-on data (DEM 3") gikan sa Viewfinder Panoramas.[3] Ang bug-os nga algoritmo anaa dinhi.